# روزالی (آلاباما)
روزالی (به انگلیسی: Rosalie) یک منطقهٔ مسکونی در ایالات متحده آمریکا است که در شهرستان جکسون، آلاباما واقع شده‌است. روزالی ۴۵۲٫۰۲ متر بالاتر از سطح دریا واقع شده‌است.